# Trizodes
Trizodes là một chi bướm đêm thuộc họ Geometridae.